# قديس

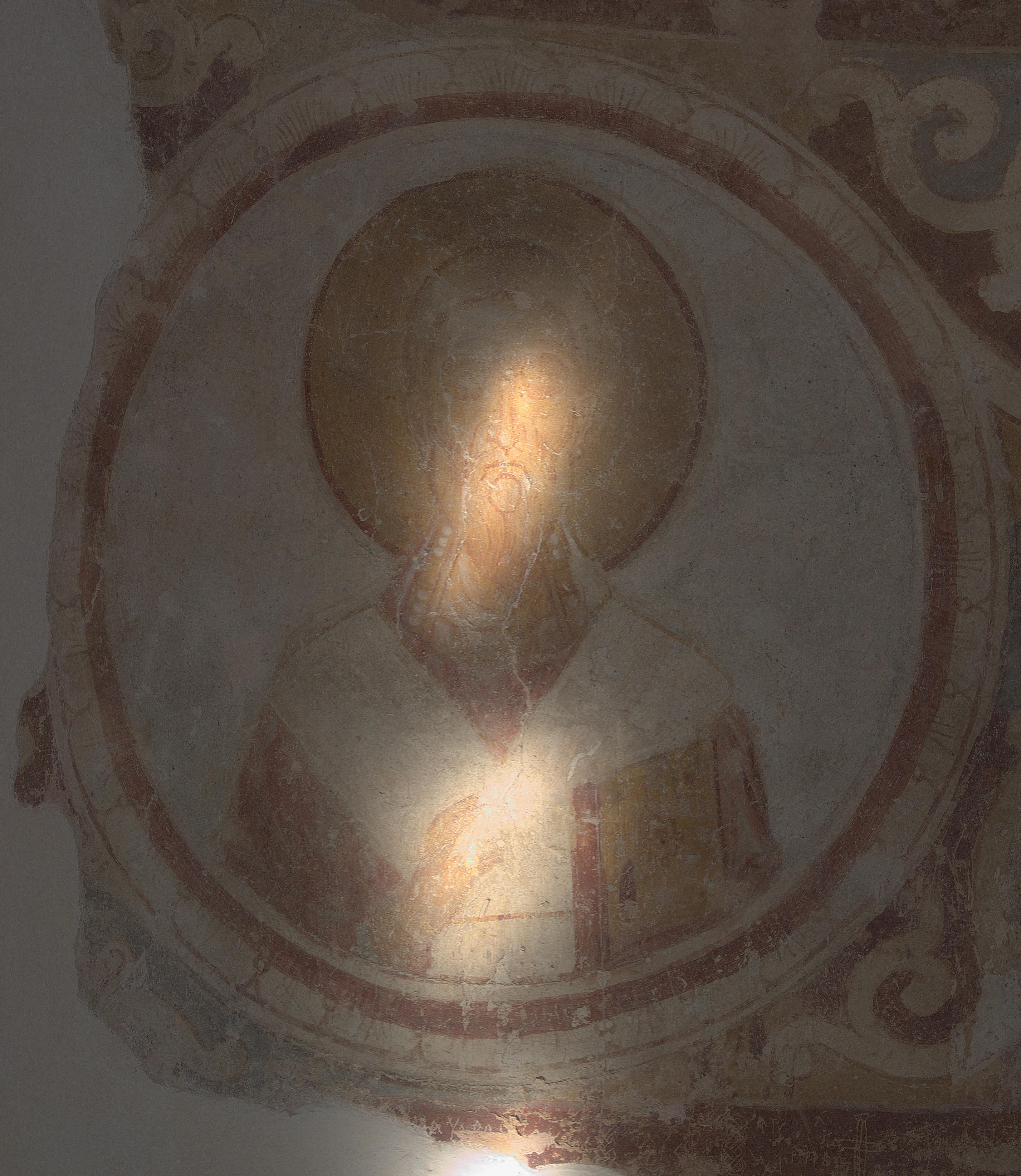
قديس خلال القرن الثاني عشر في مدينة فريسكو في ستارايا لادوجا

القديس، هو كل شخص عاش الفضائل الإلهية في الإيمان والرجاء والمحبة، خلال حياته على الأرض «ببطولة»، فيمكن اعتباره بعد تحقيق دقيق في سيرة حياته، علمًا من أعلام الدين و«سعيدًا مغبوطًا من الفردوس بناءً على الوعود الإلهية المسبقة». تشترط الكنيسة، في بعض الحالات تأييد التحقيق بمعجزة - غالبًا ما تكون شفائية عجز الطب عن حلّها - لإعلان القداسة، وإلا تكتفي بإعلانه طوباويًا. تعني كلمة قديس كتابياً «المفروز أو المتقدس لغاية معينة»، وكل من نال سر العماد، مدعو للقداسة.
حسب المعتقدات المسيحية، فإن العلاقة بين المؤمنين الأحياء والأموات لا تنقطع روحيًا، ولذلك فإنّ من «استراح سعيدًا بعد وفاته» أي القديس يصلّي لأهل الأرض، وطلب شفاعته، أي صلاته وتضرعه إلى الله، ممكن، وعلى هذا الأساس يقوم مفهوم قديس شفيع. من الممكن تكريم القديس سواءً من خلال التكني باسمه، أو تشييد الكنائس على اسمه، أو تكريم أيقوناته، أو رفاته، غير أن التركيم من بابا الاقتداء والتمثّل ولا يعني أبدًا العبادة، ويعلّم يوحنا بولس الثاني بأنّ «الكنيسة في إعلان تكريم وقداسة أبنائها وبنايتها، تؤدي التكريم السامي إلى الله نفسه منبع كل قداسة»، ومن الممكن أن يكون القديس من جميع الأعمار أو الأجناس، أو الوظائف والمهن الاجتماعية وليس الكهنة والرهبان فقط.

## في المسيحية

### الكنيسة الكاثوليكية
وفقًا للكنيسة الكاثوليكية، فإن القديس يمكن أن يكون أي شخص في السماء، سواء كان معترفًا به على الأرض أم لا، وهو جزء من «سحابة الشهود العظيمة» (العبرانيين 12:1). وقد يشمل ذلك «أمهاتنا أو جداتنا أو أحبائنا الآخرين (راجع 2 تيموثاوس 1:5)» الذين ربما لم يعيشوا حياة مثالية دائمًا، لكن «على الرغم أخطائهم ونقائصهم استمروا في المضي قدمًا وأثبتوا رضاهم أمام الرب». يشير لقب قديس إلى الشخص الذي طوِب رسميًا، أي أن الكنيسة قد أعلنت عنه رسميًا وبشكل سلطوي بأنه قديس، وذلك بصفتها حاملة مفاتيح ملكوت السماوات، وبالتالي يُعتقد أنه في السماء بفضل نعمة الله. هناك العديد من الأشخاص الذين تعتقد الكنيسة أنهم في السماء رغم أنهم لم يطوبوا رسميًا، ولُقبوا بالقديسين نظرًا لشهرتهم في القداسة. وأحيانًا، يستخدم مصطلح «قديس» أيضًا للإشارة إلى المسيحيين الأحياء.
وفقًا للتعليم المسيحي للكنيسة الكاثوليكية، فإن «الآباء والأنبياء وبعض الشخصيات الأخرى من العهد القديم قد كُرموا وظلوا مكرمين باعتبارهم قديسين في جميع التقاليد الليتورجية للكنيسة».
في كتابه قديس اليوم، يقول المحرر ليونارد فولي: «إن استسلام القديسين لمحبة الله كان سخيًا إلى درجة تقرب من الاستسلام الكامل ليسوع، بحيث تعترف الكنيسة بهم أبطالًا وأيقونات تستحق أن تكون مصدر إلهام لنا. إنهم يذكروننا بأن الكنيسة مقدسة، ولا يمكنها التوقف عن أن تكون مقدسة، وهي مدعوة لإظهار قداسة الله من خلال عيش حياة المسيح».
تعلم الكنيسة الكاثوليكية أنها لا «تصنع» أو «تخلق» قديسين، بل تعترف بهم. إن براهين الفضيلة البطولية المطلوبة في عملية التطويب ستوضح بالتفصيل المبادئ العامة المكشوفة أعلاه عند إثبات قداستها أو شبهها بالله.
في 3 يناير 993، أصبح البابا يوحنا الخامس عشر أول بابا يعلن شخصًا قديسًا من خارج أبرشية روما، بناءً على طلب الحاكم الألماني، فقد طوب الأسقف أولريخ من أوغسبورغ. قبل ذلك الوقت، كانت «العبادات» أو التقديس الشعبي للقديسين محلية وعفوية، ويؤكدها الأسقف المحلي. بعد ذلك، سمح البابا يوحنا الثامن عشر بتقديس خمسة شهداء بولنديين، وأعلن البابا بنديكتوس الثامن أن الناسك الأرمني سمعان من مانتوا قديسًا. لكن لم يكن حتى فترة البابا إنوسنت الثالث أن احتفظ الباباوات لأنفسهم بالسلطة الحصرية لتطويب القديسين، مما جعل الأساقفة المحليين يحتاجون إلى تأكيد البابا. كان والتر من بونتواز آخر شخص في أوروبا الغربية طوبته سلطة غير سلطة البابا، فقد طوبه رئيس أساقفة روان، هيو دي بوف، عام 1153. منذ ذلك الحين، أصدر البابا ألكسندر الثالث مرسومًا في عام 1170، احتفظ فيه بحق تقديس الأشخاص للبابا، فيما يتعلق بالكنيسة اللاتينية.
ألبان باتلر نشر كتاب حياة القديسين عام 1756، والذي تضمن حياة 1,486 قديسًا. أما أحدث نسخة من هذا الكتاب، التي حررها هربرت ثورستون ودونالد أتووتر، فتحتوي على سير 2,565 قديسًا. أعرب روبرت سارنو، أحد مسؤولي دائرة دعاوى القديسين التابعة للكرسي الرسولي، عن استحالة تحديد عدد القديسين بدقة.
تبجيل القديسين، المعروف في اللاتينية بعبادة القديسين، يصف نوعًا من التعبد الشعبي الخاص أو الاتكال على قديس معين أو مجموعة من القديسين. وعلى الرغم من أن مصطلح العبادة يُستخدم أحيانًا، لكنه يُفهم هنا بمعناه القديم في اللغة الإنجليزية، والذي يشير إلى التكريم أو الاحترام للشخص. وفقًا للكنيسة، فإن العبادة الإلهية في معناها الدقيق محصورة بالله وحده ولا تُقدم للقديسين. ومع ذلك، يُسمح بطلب شفاعة القديسين أو أن يصلوا إلى الله نيابة عن الأشخاص الذين ما يزالون على الأرض، كما يمكن للشخص أن يطلب من شخص آخر على الأرض أن يصلي من أجله.
قد يُعيّن القديس شفيعًا لقضية معينة، مهنة معينة، أو منطقة معينة، أو يُستدعى باعتباره شفيعًا ضد أمراض أو كوارث معينة، وذلك أحيانًا من خلال العرف الشعبي وأحيانًا بقرارات رسمية من الكنيسة. لا يُعتقد أن للقديسين قوة خاصة بهم، بل القوة التي يمنحها لهم الله. تُحترم آثار القديسين أو تُبجل، بشكل مشابه لتبجيل الصور والأيقونات المقدسة. الممارسة في القرون الماضية التي أساسها تبجيل آثار القديسين بنية الحصول على الشفاء من الله من خلال شفاعتهم تعود إلى الكنيسة الأولى. على سبيل المثال، ادعى شماس أمريكي في عام 2000 أن القديس جون هنري نيومان (الذي كان مباركًا في ذلك الوقت) شفع له لدى الله ليشفيه من مرض جسدي. ذكر الشماس، جاك سوليفان، أنه بعد أن خاطب نيومان، شُفي من تضيق العمود الفقري في غضون ساعات قليلة. في عام 2009، خلصت لجنة من اللاهوتيين إلى أن شفاء سوليفان كان نتيجة دعائه لنيومان. وفقًا للكنيسة، لكي يُعتبر الشفاء معجزة، يجب أن يكون الشفاء «فوريًا، وغير منسوب للعلاج الطبي، وأن يختفي المرض تمامًا».
بمجرد تقديس شخص ما، يُعتبر جسد القديس المتوفى مقدسًا باعتباره أثرًا مقدسًا. تُسمى بقايا القديسين بالرفات المقدسة وعادةً ما تُستخدم في الكنائس. قد تُستخدم أيضًا متعلقات القديسين الشخصية كآثار. بعض القديسين لديهم رمز خاص حسب التقاليد، على سبيل المثال، يُميز القديس لورانس، الشماس والشهيد، من خلال شبكة حديدية لأنه يُعتقد أنه أُحرق حتى الموت على شبكة حديدية. يوجد هذا الرمز، على سبيل المثال، في شعارات النبالة الكندية للمكتب المسؤول عن طريق سانت لورانس البحري.

#### مراحل التقديس
التقديس الرسمي عملية طويلة، غالبًا ما تستغرق سنوات عديدة أو حتى قرونًا. هناك أربع خطوات رئيسية لكي يصبح الشخص قديسًا. المرحلة الأولى في هذه العملية هي التحقيق في حياة المرشح من قبل خبير. بعد ذلك، يُقدم التقرير الرسمي عن المرشح إلى أسقف الأبرشية المعنية لإجراء المزيد من الدراسة. ثم تُرسل المعلومات إلى دائرة دعاوى القديسين التابعة للكرسي الرسولي لتقييمها على المستوى العالمي للكنيسة. إذا تمت الموافقة على الطلب، فقد يُمنح المرشح لقب الموقر (المرحلة 2). قد تؤدي التحقيقات الإضافية، الخطوة 3، إلى تطويب المرشح بلقب طوباوي، وهو الترقية إلى فئة الطوباويين. بعد ذلك، وعلى الأقل، يتطلب التقديس الرسمي إثبات معجزتين مهمتين على الأقل حدثتا بفضل شفاعة المرشح، أي أن الله حقق المعجزات من خلال دعاء الناس لهذا الشخص. أخيرًا، في النهاية، بعد إتمام جميع هذه الإجراءات، يمكن للبابا أن يُقدس المرشح ليصبح قديسًا يُبجل من قِبل الكنيسة العالمية.

### الأرثوذكسية الشرقية
في الكنيسة الأرثوذكسية الشرقية، يُعرف القديس على أنه أي شخص في السماء، سواء كان معترفًا به على الأرض أم لا. وفقًا لهذا التعريف، يُمنح آدم وحواء، وموسى، والأنبياء المختلفون، ورؤساء الملائكة جميعًا لقب «قديس». القداسة في الكنيسة الأرثوذكسية لا تعني بالضرورة نموذجًا أخلاقيًا، بل تعكس العلاقة والشركة مع الله. هناك العديد من الأمثلة لأشخاص عاشوا في الخطيئة العظيمة ثم أصبحوا قديسين من خلال التواضع والتوبة، مثل مريم المصرية، وموسى الأسود، وديمساس (اللص التائب) الذي صُلب مع المسيح. لذلك، فإن التعريف الأكثر اكتمالًا للقديس في الكنيسة الأرثوذكسية الشرقية يتعلق بالطريقة التي يتمكن من خلالها القديسون، من خلال تواضعهم ومحبتهم للبشرية، من احتضان الكنيسة بأكملها في داخلهم، وحبهم لجميع الناس.
يعتقد المعتقد الأرثوذكسي أن الله يكشف عن القديسين من خلال الصلوات المستجابة والمعجزات الأخرى. عادة يتعرف المجتمع المحلي على القديسين، غالبًا من قبل الأشخاص الذين عرفوهم بشكل مباشر. مع نمو شعبيتهم، غالبًا ما تعترف بهم الكنيسة بأكملها من خلال الروح القدس. تعني كلمة تقديس أن المسيحي قد وجد مستحقًا لوضع اسمه في قائمة القديسين (القائمة الرسمية) للكنيسة. تتضمن العملية الرسمية للاعتراف مداولات من قبل مجمع الأساقفة. لا تطلب الكنيسة الأرثوذكسية ظهور المعجزات، المطلوب هو دليل على حياة فاضلة.